# 三良坂町
三良坂町（みらさかちょう）は、かつて広島県の中東部にあった町。双三郡に属した。
2004年4月1日に三次市と甲奴郡甲奴町、双三郡の全6町村（吉舎・三良坂・三和各町及び君田・作木・布野各村）が合併（新設合併）して改めて三次市が設置されたことに伴い消滅した。

## 沿革
- 1889年4月1日 - 町村制施行に伴い、三良坂町域に三谿郡萩原村・三良坂村・和田村が発足する。
- 1898年10月1日 - 三谿郡・三次郡が統合し、双三郡が成立する。
- 1921年6月1日 - 三良坂村が町制施行により三良坂町になる。
- 1932年1月1日 - 三良坂町と萩原村が合併（新設合併）し、新たに三良坂町となる。
- 1954年11月3日 - 三次市の一部（皆瀬及び向江田の一部、旧双三郡和田村）を編入する。
- 1955年11月3日 - 双三郡吉舎町知和の一部を編入する。
- 1996年3月21日 - 長田地区の一部を三次市に割譲し、三次市大田幸町の一部を編入する。
- 1997年5月28日 - 三次市向江田町の一部を編入する。
- 2004年4月1日 - 三次市と甲奴郡甲奴町、双三郡の全町村の合併（新設合併）により、新たに三次市となり消滅した。

## 歴代町長
- 湯免龍夫 2004年まで

## 地理

### 河川
- 上下川 - 江の川支流。
- 馬洗川 - 江の川支流。

## 名所・旧跡
- 灰塚ダム
- ハイヅカ湖畔の森コテージ
- みらさか竹工房はなかご
- 三良坂平和美術館
- 出雲大社備後分院

## 大字
- 岡田（おかだ）
- 皆瀬（かいぜ）
- 田利（たり）
- 長田（ながた）
- 棗原（なつめばら）
- 仁賀（にか）
- 光清（みつきよ）
- 三良坂（みらさか）
- 灰塚（はいづか）
- 湯谷（ゆたに）
- 大谷（おおだに）
- 矢田（やだ）

## 交通（2004年3月31日当時のデータ）

### 鉄道
- JR福塩線
  - 三良坂駅

### 道路
国道
- 国道184号

主要地方道
- 広島県道61号三次庄原線
- 広島県道78号三良坂総領線

一般県道
- 広島県道224号三良坂停車場線
- 広島県道425号梶田三良坂線
- 広島県道440号羽出庭三良坂線…町内は全区間広島県道61号三次庄原線と重用。
- 広島県道441号七塚三良坂線

## 教育（2004年3月31日当時のデータ）

### 小学校
- 三良坂町立仁賀小学校
- 三良坂町立灰塚小学校
- 三良坂町立三良坂小学校
- 三良坂町立三良坂小学校田利分校 - この日をもって廃校。

### 中学校
- 三良坂町立三良坂中学校